# 레알 사라고사
레알 사라고사(Real Zaragoza)는 아라곤 지방 사라고사에 위치한 라 로마레다 경기장을 근거로 하는 스페인의 축구 클럽이다. 현재 감독은 빅토르 페르난데스이며 이 축구단은 1932년 창단 되었다.
1963-64 시즌 인터시티스 페어스컵에서 발렌시아를 꺾고 우승컵을 차지하였다. 이후에 레알 사라고사는 좋은 모습을 보여주지 못하다가 2007-08 시즌에는 18위로 마감하여 세군다 디비시온으로 강등당하는 수모를 겪는데 이듬해 2008-09 시즌에 세군다 디비시온에서 2위를 차지 강등당한 지 1년 만에 승격에 성공한다.
2010-11 시즌 37라운드까지 18위로 강등권에서 허덕이던 사라고사는 38라운드에서 이미 잔류를 확정지은 레반테에 2-1로 승리하여 가까스로 잔류에 성공했다. 그리고 2011-12 시즌도 마찬가지로 37라운드까지 18위에 위치하고 있다가 38라운드에서 헤타페에 2-0 승리를 거두며 잔류에 성공했다. 하지만 2010-11 시즌 막판 레반테와의 38라운드에서 당시 사라고사의 감독으로 재임 중이던 하비에르 아기레가 팀의 잔류를 위해 금전이 오고간 승부조작을 했다는 의혹을 받아 스페인 검찰에 기소 되었으나 2019년에 당시 사라고사의 선수였던 가비, 안데르 에레라와 함께 스페인 발렌시아 법원으로부터 무혐의 처분을 받았다.
코파 델 레이 6회 우승(1964, 1966, 1986, 1994, 2001, 2004)과 5회 준우승(1963, 1965, 1976, 1993, 2006) 경력이 있고, 1994-95 UEFA 컵 위너스컵에서 아스널 FC를 꺾고 우승컵을 차지했고 프리메라리가 최고 성적은 1974-75 시즌에서 기록한 2위이다.

## 역대 성적

### 리그
- 세군다 디비시온 (2부) (1회) 
  - 1977-78
- 코파 델 레이 (6회) 
  - 1963-64, 1965-66, 1985-86, 1993-94, 2000-01, 2003-04
- 수페르코파 데 에스파냐 (1회)
  - 2004

### 유럽 대항전
- UEFA 컵위너스컵 (1회)
  - 1994-95
- 인터-시티 페어스컵 (1회)
  - 1963-64

## 역대 감독
| 감독                     | 임기      |
| ------------------------ | --------- |
| 프란시스코 브루          | 1948~1949 |
| 세사르 로드리게스        | 1960~1963 |
| 안토니 라마예츠          | 1963~1964 |
| 로케 올센                | 1964~1965 |
| 로케 올센                | 1967~1968 |
| 세사르 로드리게스        | 1968~1969 |
| 뤼시앙 뮈예르            | 1976~1977 |
| 아르세니오 이글레시아스  | 1977~1978 |
| 부야딘 보슈코브          | 1978~1979 |
| 레오 베인하커르          | 1981~1984 |
| 라도미르 안티치          | 1988~1990 |
| 빅토르 페르난데스        | 1991~1996 |
| 후안마 리요              | 2000      |
| 마르코스 알론소 페냐     | 2002      |
| 빅토르 무뇨스            | 2004~2006 |
| 빅토르 페르난데스        | 2006~2008 |
| 하비에르 이루레타        | 2008      |
| 마르셀리노 가르시아 토랄 | 2008~2009 |
| 하비에르 아기레          | 2010~2011 |
| 마누엘 히메네스 히메네스 | 2011~2013 |
| 빅토르 무뇨스            | 2014      |
| 루이스 미야              | 2016      |
| 빅토르 페르난데스        | 2018~2020 |
| 루벤 바라하              | 2020      |
| 프란 에스크리바          | 2022~2023 |
| 빅토르 페르난데스        | 2024~     |